# Ewa Stupnicka-Rodzynkiewicz
Ewa Zofia Stupnicka-Rodzynkiewicz (ur. 18 czerwca 1935 w Poznaniu, zm. 26 stycznia 2015) – polska agronom, profesor nauk rolniczych w zakresie uprawy roli i roślin.

## Życiorys
Studia rozpoczęła na Wydziale Rolniczym Uniwersytetu Jagiellońskiego w 1952 r. i ukończyła w nowo powstałej Wyższej Szkole Rolniczej w Krakowie w 1957, w 1968 obroniła pracę doktorską, w 1980 habilitowała się. W 1991 uzyskała tytuł profesora nauk rolniczych. Od 1957 pracowała w Katedrze Ogólnej Uprawy Roli i Roślin (obecnie Kat. Agrotechniki i Ekologii Rolniczej) na Wydziale Rolniczo-Ekonomicznym Uniwersytetu Rolniczego im. Hugona Kołłątaja w Krakowie. Kierowała tą katedrą w latach 1981–2004. W latach 1987–1990 pełniła funkcję prodziekana ds. dydaktyki Wydziału Rolniczego Akademii Rolniczej w Krakowie.
Członek założyciel krakowskiego Oddziału Polskiego Towarzystwa Nauk Agrotechnicznych (obecnie Polskiego Towarzystwa Agronomicznego). Przez dwie kadencje (1993–2003) pełniła funkcję Prezesa Oddziału Krakowskiego. Zaangażowana w pracę w Komisji Nauk Rolniczych i Leśnych PAN. Pracowała w Komisji Metodycznej ds. Herbicydów, w Komisji Normalizacyjnej w Zespole Rolniczo-Żywnościowym Polskiego Komitetu Normalizacji i Miar. W latach 70. zainicjowała współpracę z Zespołem Badawczym ds. Rejonizacji Chwastów w Polsce. Stworzyła szkołę naukową herbologii w ośrodku krakowskim.
Była członkiem Komitetu Uprawy Roślin PAN (1999–2005).
Wypromowała ponad 100 magistrów, 3 doktorów. Sprawowała opiekę naukową nad 6 habilitantami, spośród których pięcioro uzyskało tytuł profesora.

## Odznaczenia
- Krzyż Oficerski Orderu Odrodzenia Polski (2005)[4]
- Krzyż Kawalerski Orderu Odrodzenia Polski (1988)
- Złoty Krzyż Zasługi (1978)
- Medal Komisji Edukacji Narodowej (1997)
- Złota Odznaka za Zasługi dla Ziemi Krakowskiej (1990)[3]